# تاپسی
تاپسی (به لاتین: Täpsi) یک روستا در استونی است که در وربلا پاریش واقع شده‌است.

## خصوصیات
تاپسی ۴ نفر جمعیت دارد.